# 石田川 (滋賀県)
石田川（いしだがわ）は、滋賀県北西部を流れて琵琶湖に注ぐ川である。淀川水系の一級河川。

## 地理
三重嶽の東側にあるカキツバタ群生地の平池を源流とし、人造湖である淡海湖（別名、処女湖）を経てから南に下って武奈ヶ岳の東側を蛇行して石田川ダムに向かう。そして角川を過ぎて保坂に至ると東に流れを変え、国道303号に沿って北生見・南生見を通って藺生で平地に出る。梅原・大床を通って浜分で琵琶湖に流出。河口部では尖角状をした三角州を形成する。
石田川をまたぐ主な道路は国道303号、国道161号、滋賀県道54号海津今津線がある。

## 歴史
平安時代の1068年（治暦4年）の太政官符が、高島郡に所在した河上庄という荘園の南限を角河ならびに山峰と記す。石田川上流に角川という地名があり、古くは石田川のことを角川と呼んでいたらしい。
石田川での漁業は江戸時代の初頭である1623年（元和9年）には既に行われていたことが確認されている。この根拠となる古文書の内容は、上流の三谷村が下流の石田村に鵜飼いすることを認めたものである。石田村は石田川での漁業に強い権利を持っていたとされ、沿川にある津野神社（北仰）の社守である石田多賀丈が堤防を築いたおかげで周囲に良田が開墾できたという言い伝えがあり、それまでの角川が石田川と呼ばれるようになった由来とされる。
1909年（明治42年）には石田川の水では畑作に十分な水を確保できないため、藺生・上弘部・下弘部で耕地整理組合を発足し、ため池や灌漑水路を作り、1915年（大正4年）には540反あまりの水田を整備した。
1953年（昭和28年）の台風13号などでしばしば洪水を引き起こし、また沿川の農地では水不足が生じたことから1962年（昭和37年）に石田川総合開発事業が発足し、洪水調節と灌漑を目的に1970年（昭和45年）に石田川ダムが作られた。